# لحم
اللحم عبارة عن نسيج حيواني يشكل أحد أغذية الإنسان، وفي معظم الأحيان يقصد به النسيج العضلي الحيواني والدهن المتعلق به، ولكن أحيانا يقصد به الأعضاء غير العضلية مثل الرئة، والكبد، والجلد، والمخ، ونخاع العظم والكلى، وتسمى اللحوم المجردة عن العظام هبرة.
وتعتبر اللحوم من الأغذية الأساسية لتكوين خلايا الجسم وأنسجته ولترميم ما تهدم من هذه الخلايا والأنسجة وهي تعمل على تنشيط الوظائف الهضمية والدموية والدماغية.
وتنقسم اللحوم بشكل عام إلى لحوم بيضاء ولحوم حمراء، واللحوم البيضاء هي لحوم الطيور مثل الدجاج والحمام والبط وهي أسهل هضما من اللحوم الحمراء، أما اللحوم الحمراء فتكون مثل لحوم البقر والجاموس والضأن والغزلان.

## حفظ اللحوم
في ما مضى كان البشر يحفظون اللحم من الفساد بعدة طرق وذلك لعدم وجود البرادات والمجمدات ولأن اللحم من المواد الغذائية التي تفسد بسرعة، ومن أنواع حفظ اللحوم:
1. التجفيف: أو ما يسمى باللحم المقدد وذلك بتقطيع اللحم إلى قطع صغيرة وتعريضها للشمس أو تيار هواء لتجفيفها لمدة 3 أيام لأسبوع حسب الطقس والرطوبة وعند الانتهاء يحفظ اللحم في مكان جاف.
2. التمليح: تقوم هذه العملية على ملء الشقوق التي أحدثت في قطعة اللحم بالملح وتغطية قطعة اللحم بالملح أيضا ويتم ربطها بالحبل ويتم شدة جيدا وعصر اللحمة ليُصفى من الدم ويترك لمدة 3 أيام لأسبوع حسب الجو (كلما كان الجو حار أفضل وتحتاج إلى وقت قصير) ومن أنواع اللحم المملح البسطرمة وهناك السمك المملح يوضع السمك بالملح ويدفن لمدة طويلة وهو ما يسمى بالفسيخ.
3. التبهير: وهو ببساطة أضافة البهارات إلى اللحم ليمنع نمو الجراثيم وللنكهة مثل السجق البسطرة أيضا.
4. التدخين: هي عملية تعريض اللحم بجميع أنواعه للدخان.
5. التعليب
6. التشعيع

## الحالات المرضية التي تعطى فيها اللحوم
1. ضعف الجسم.
2. فقر الدم.
3. عسر الهضم.
4. السكري: حيث يجب أن تخفض كمية المواد الكربوهيدراتية.
5. تعطى اللحوم للشخص العادي كجزء أساسي للتغذية السليمة بواقع 100 جرام يومياأيضا يمكن زيادتها إلى 120 في حالات الصيام النصفي.

## الحالات المرضية التي تمنع فيها اللحوم
1. الحميات المعوية وخاصة الحمى والتيفؤيد ونظائرها.
2. زيادة نسبة الحامض البولي في الدم كما في داء النقرس.
3. زيادة معدل البولنيا في الدم.
4. ارتفاع ضغط الدم.
5. اضطراب الأعصاب وتهيجها.
6. التهاب الكلى.

## مواصفات جودة اللحوم

### اللحوم الحمراء
- لون اللحم الجيد يكون أحمر فاتحاً أو غامقاً حسب سن الماشية.
- أن يكون نسيج اللحم صلب.
- دهون اللحوم مائلة إلى اللون الأصفر.
- يكون متماسكا بحيث عند الضغط على قطعة اللحم بواسطة اليد لا تترك أثر.
- خالية من البقع الزرقاء في مناطق التقاء العظم.
- ذو رائحة جيدة، ويفضل شم اللحم القريب من العظام؛ لأنها أكثر الأماكن عرضة للفساد السريع، كذلك فإن الأحشاء الداخلية مثل الأمعاء والكرشة وغيرها سريعة الفساد؛ لذا وجب التدقيق في شرائها.

### الطيور
- النسيج صلب وليس رخو.
- دهون الطيور أصفر صلب.
- خالية من البقع الزرقاء.
- ذو رائحة جيدة.

### الأسماك
- عيون الأسماك ذات بريق.
- الخياشيم يكون لونها أحمر.
- النسيج صلب.
- قشور السمك متماسكة.
- ذو رائحة جيدة.

## أسماء اللحوم
- لحم الضأن
- لحم الجمل
- لحم النعامة
- لحم البقر
- لحم العجل
- لحم الماعز
- لحم الديك الرومي
- لحم الكلب
- لحم الخنزير
- لحم الأرنب